# Lyle Talbot
Lyle Talbot (* 8. Februar 1902 in Pittsburgh, Pennsylvania als Lisle Henderson; † 2. Mai 1996 in San Francisco, Kalifornien) war ein US-amerikanischer Schauspieler.

## Leben und Karriere
Lyle Talbot wuchs bei seiner Großmutter in deren Hotel in Nebraska auf, nachdem seine Mutter bereits früh verstorben war. Nach dem Abschluss an der Highschool schloss er sich mit 17 Jahren einem Zirkus an, zunächst als Assistent eines Zauberers. In den 1920er-Jahren wechselte er ins Schauspielgeschäft und zog mit verschiedenen Theatertruppen durch die USA. Seine Filmkarriere begann er 1931 mit einer Nebenrolle in Stranger in Town an der Seite von H. B. Warner. In der Folgezeit etablierte er in zahlreichen Filmen bei Warner Brothers, wo er unter Studiovertrag stand. Talbot kam schnell zu größeren Rollen in profilierten Filmen wie Michael Curtiz’ Gefangenendrama 20.000 Jahre in Sing Sing (1932) mit Spencer Tracy und Bette Davis. Der Schauspieler wurde in den 1930er-Jahren als Leading Man zu berühmten Schauspielerinnen wie Kay Francis (in Mary Stevens, M. D. von 1933), Carole Lombard und Barbara Stanwyck eingesetzt. In Victor Schertzingers mit zwei Oscars ausgezeichnetem Musical Das leuchtende Ziel (1934) trat er als Verlobter einer von Grace Moore gespielten Opernsängerin auf. Im Gegensatz zu vielen seiner Filmpartnerinnen sollte er jedoch nie den Sprung zum Hollywood-Star schaffen.
Talbot zählte 1933 zu den Mitbegründern der Schauspielergewerkschaft Screen Actors Guild und sein starkes gewerkschaftliches Engagement war ein Grund, dass die darüber verärgerten Studiobosse von Warner schlechtere Rollen gaben. Nach dem Ende seines Studiovertrages arbeitete er als freier Schauspieler ohne Vertrag. In den frühen 1940ern kehrte er für einige Zeit zum Theater zurück und spielte auch am Broadway. Nach seiner Rückkehr nach Hollywood musste er sich der inzwischen im mittleren Alter befindliche Talbot mit Nebenrollen in kostengünstigen B-Filmen oder Serials begnügen, unter anderem als Schurke oder auch als Freund des Hauptdarstellers. 1949 spielte er die Rolle des Commisionier Jim Gordon in der Comic-Verfilmung Batman and Robin (1949), die unter billigen Bedingungen hergestellt wurde. Den Tiefpunkt erreichte Talbots Karriere wohl mit seinen Auftritten in mehreren Filmen des dilettantischen Kultregisseurs Ed Wood. So hatte er eine Nebenrolle als US-General in Woods Plan 9 aus dem Weltall, der häufig als schlechtester Film aller Zeiten bezeichnet wird. Talbot gestand selbst ein, er habe einige sehr schlechte Filme gedreht, da er nie eine Rolle abgelehnt habe.
Nach dem Kinofilm Sunrise at Campobello von 1960 spielte Talbot, neben Theaterengagements, nur noch in Fernsehproduktionen. Seine wohl bekannteste Fernsehrolle hatte er in 71 Folgen der Sitcom The Adventures of Ozzie and Harriet mit Ozzie und Harriet Nelson, in der er zwischen 1955 und 1966 in einer regelmäßigen Nebenrolle als deren Nachbar Joe Randolph auftrat. Durch Gastauftritte in verschiedenen Fernsehserien wie Drei Engel für Charlie, Ein Duke kommt selten allein und Wer ist hier der Boß? blieb er bis ins hohe Alter beschäftigt. 1987 zog er sich nach rund 200 Filmen und fast 330 Fernsehfolgen ins Privatleben zurück. Kurz vor seinem Karriereende hatte er seine letzte (und zugleich seit einem Vierteljahrhundert erste) Filmrolle, als er in der Komödie Amazon Women on the Moon einen kleinen Auftritt hatte.
Lyle Talbot war insgesamt fünfmal verheiratet, drei Ehen wurden geschieden und eine annulliert. Seine letzte Ehe mit Margaret Carol Epple hielt hingegen von 1948 bis zu ihrem Tod im Jahr 1989. Sie hatten vier Kinder, unter denen David Talbot, Stephen Talbot und Margaret Talbot nennenswerte Karrieren als Journalisten einschlugen. Margaret schrieb mit The Entertainer: Movies, Magic and My Father’s Twentieth Century auch eine Biografie über ihren Vater. Talbots 1990 geborener Enkel Joe Talbot gab 2019 sein Regiedebüt mit dem preisgekrönten Film The Last Black Man in San Francisco. Lyle Talbot verstarb 1996 im Alter von 94 Jahren als letztes Gründungsmitglied der Screen Actors Guild.

## Filmografie (Auswahl)
- 1931: Stranger in Town
- 1932: Klondike
- 1932: No More Orchids
- 1932: Einsame Herzen (The Purchase Prize)
- 1932: Big City Blues
- 1932: 20.000 Jahre in Sing Sing (20,000 Years in Sing Sing)
- 1932: Three on a Match
- 1933: The Life of Jimmy Dolan
- 1933: Ladies They Talk About
- 1933: Liebe und andere Geschäfte (She Had to Say Yes)
- 1933: A Shriek in the Night
- 1933: Die 42. Straße (42th Street)
- 1933: Mary Stevens, M. D.
- 1934: Das leuchtende Ziel (One Night of Love)
- 1934: Nebel über Frisco (Fog Over Frisco)
- 1934: Mandalay
- 1935: Red Hot Tires
- 1935: Öl für die Lampen Chinas (Oil for the Lamps of China)
- 1935: The Case of the Lucky Legs
- 1935: Broadway Hostess
- 1936: Auf in den Westen (Go West Young Man)
- 1937: Second Honeymoon
- 1939: Second Fiddle
- 1944: Up in Arms
- 1944: The Falcon Out West
- 1944: Sensationen für Millionen (Sensations of 1945)
- 1946: Chick Carter, Detective
- 1947: The Vigilante: Fighting Hero of the West
- 1948: Terror am Kilometerstein 13 (Highway 13)
- 1949: Batman and Robin
- 1949: Dem Rauschgift verfallen (She Shoulda Said No!)
- 1949: Rache im Ring (Ringside)
- 1950: Dick Tracy (Fernsehserie, 7 Folgen)
- 1950: Der geheimnisvolle Ehemann (The Jackpot)
- 1950: Gauner, Gangster, schöne Mädchen (The Daltons’ Women)
- 1950: Atom Man vs. Superman
- 1951: Hölle am Kongo (Fury of the Kongo)
- 1952: Sein Freund, der Lederstrumpf (The Pathfinder)
- 1952: Tolle Texasgirls (Outlaw Women)
- 1953: Die Insel der unberührten Frauen (Untamed Woman)
- 1953: Glen or Glenda
- 1953: Drei waren Verräter (Tumbleweed)
- 1954: Gunfighters of the Northwest
- 1954: Captain Kidd und das Sklavenmädchen (Captain Kidd and the Slave Girl)
- 1954–1958: December Bride (Fernsehserie, 6 Folgen)
- 1954: Jail Bait
- 1954: Rhythmus im Blut (There’s No Business Like Show Business)
- 1955: Commando Cody: Sky Marshal of the Universe (Fernsehserie, 6 Folgen)
- 1955–1958: The Bob Cummings Show (Fernsehserie, 23 Folgen)
- 1956–1966: The Adventures of Ozzie and Harriet (Fernsehserie, 71 Folgen)
- 1958: Mit Siebzehn am Abgrund (High School Confidential)
- 1958: Erwachsen müßte man sein (Leave It to Beaver; Fernsehserie, 2 Folgen)
- 1959: Plan 9 aus dem Weltall (Plan 9 from Outer Space)
- 1960: Sunrise at Campobello
- 1962–1964: The Beverly Hillbillies (Fernsehserie, 4 Folgen)
- 1964: 77 Sunset Strip (Fernsehserie, 1 Folge)
- 1965/1966: Laredo (Fernsehserie, 2 Folgen)
- 1973: Adam-12 (Fernsehserie, Folge Capture)
- 1979: Drei Engel für Charlie (Fernsehserie, Folge Wenn Engel Urlaub machen)
- 1984: Ein Duke kommt selten allein (Fernsehserie, 1 Folge)
- 1984: Chefarzt Dr. Westphall (Fernsehserie, 1 Folge)
- 1986: Wer ist hier der Boss? (Fernsehserie, 1 Folge)
- 1987: Newhart (Fernsehserie, 1 Folge)
- 1987: Amazonen auf dem Mond oder Warum die Amis den Kanal voll haben (Amazon Women on the Moon)